# Legământ (biblic)
Un legământ biblic este un acord găsit în Biblie dintre Dumnezeu și poporul Său prin care Dumnezeu își dezvăluie anumite promisiuni specifice dar și cerințe. Acesta este cuvântul obișnuit folosit pentru a traduce cuvântul ebraic berith (ebraică ברית, tiberiană ebraică: bərîṯ, ebraică standard: bərit). Cuvântul este utilizat în Tanakh de 135 ori și este important în toate religiile avraamice. Cuvântul echivalent în Septuaginta și în Noul Testament grecesc este διαθήκη diatheke (Strong G1242). 